# Assemblée de Westminster

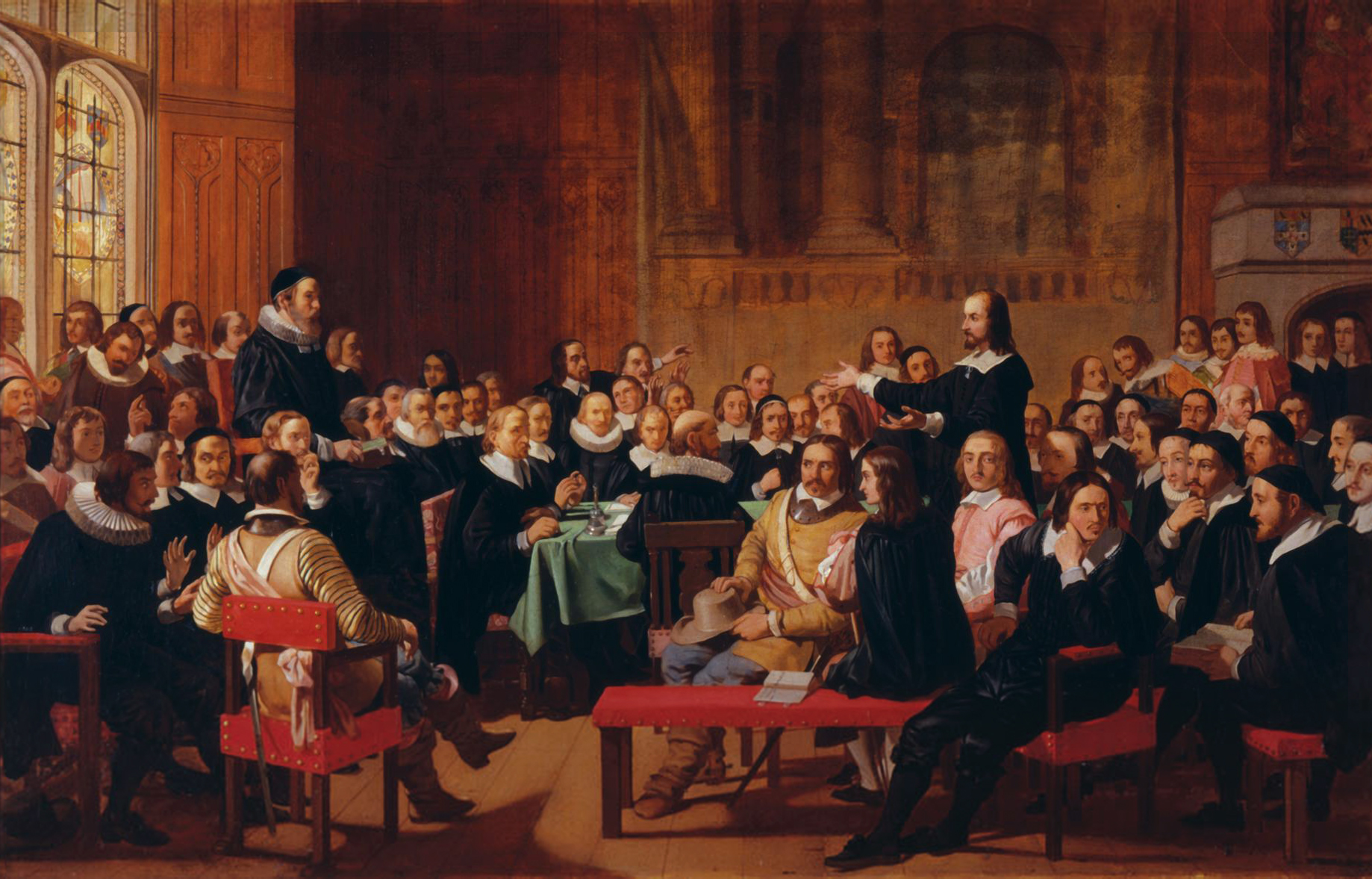
Une réunion de l'assemblée de Westminster (tableau de de 1847).

L’assemblée de Westminster (en anglais : Westminster Assembly of Divines) fut constituée par les membres du Long Parlement dans le but de restructurer l’Église d'Angleterre. L’assemblée constituante comprenait également les représentants de dignitaires religieux écossais. Réunie pendant six ans, de 1643 à 1649, elle a défini les fondements du presbytérianisme dans une collection de documents, appelée Standards de Westminster, comprenant notamment la confession de foi de Westminster.